# ポープ・ウィリアム
ポープ・ウィリアム（Popp William、1994年10月21日 - ）は、東京都日野市出身のプロサッカー選手。Jリーグ・ 湘南ベルマーレ所属。ポジションはゴールキーパー（GK）。マネジメント会社はアスリートプラス。元日本代表。

## 来歴

### クラブ
ミドルネームは良郎。アメリカ人の父と日本人の母を持つ。
5歳で両親が離婚。父が経営していた英会話教室を母が1000万円の借金と共に継いだ。この借金の完済に20年以上を要した。母は引っ越しの環境の変化に伴う悪影響を危惧し、費用の安い市営団地に移らず、住んでいた民間アパートの家賃を払い続けた。光熱費や家賃の支払いを滞納したことも何度もあった。母は食事に関しては、体やメンタルに直接影響することもあり、手間を掛けた。
中学進学時に東京ヴェルディジュニアユースに入団。東京Vユースも含め計6年間を東京Vの下部組織で過ごし、2013年にトップチーム昇格した。1年目は出場機会が無く、2年目の2014年も開幕当初からベンチ外が続いたが、キーパーの怪我人が相次いだために第29節のFC岐阜戦でプロデビューを果たした。同年のアジア競技大会では杉本大地の負傷離脱に伴いU-21日本代表に招集された。グループリーグ最終戦のネパール戦で初先発し、完封勝利した。しかし、大会を通じて牲川歩見の控えにとどまり、チームも準々決勝で韓国にPK戦の末敗退した。東京Vでも正GK佐藤優也・第2GK柴崎貴広のが不動となっており、デビュー戦を除きベンチ入りすらできない状況が続いた。
2016年、FC岐阜へ期限付き移籍。開幕スタメンを勝ち取るが、最終的には高木義成にポジションを譲った。
2017年、川崎フロンターレへ期限付き移籍。不動の正GK鄭成龍の前に公式戦出場機会は無かったが伸びしろを認められ、2018年から完全移籍に移行した。
2019年、大分トリニータへ期限付き移籍。正GKである高木駿の存在もあってリーグ戦の出場は無かったが、カップ戦6試合に先発した。
2020年、ファジアーノ岡山へ期限付き移籍。開幕戦から先発出場を果たすと以後も先発の座を譲らず、初めて年間通して正GKを務め上げ自己最多のリーグ戦40試合に出場した。
2021年、大分に完全移籍で加入、2年ぶりの復帰となった。4月25日、J1第11節の浦和レッズ戦にて先発起用されJ1リーグ戦デビューを果たした。その後は一時的にポジションを奪取するも中盤以降は高木にポジションを明け渡した。
2022年、FC町田ゼルビアに完全移籍で加入。同年は中盤戦に福井光輝から正GKを奪取したが、終盤は控えとなった。2023年は開幕よりレギュラーに定着て31試合に出場したが、終盤戦は福井にポジションを奪われ控えとなった。
2024年、横浜F・マリノスに完全移籍で加入。2月14日のAFCチャンピオンズリーグ2023/24の決勝トーナメントラウンド16 第1戦のバンコク・ユナイテッドFC戦からスタメンで出場するとその後のリーグ戦でも定位置を勝ち取り、レギュラーに定着。更には4月24日のAFCチャンピオンズリーグ2023/24の決勝トーナメント準決勝第2戦の蔚山HDFC戦では前半に上島拓巳が一発退場で1人少ない10人になり、ピンチを多く招く時間がありながらも自身のスーパーセーブもあって合計スコア3-3のまま延長後半まで戦い抜き、PK戦に突入。5人目のキッカーである金民友の右下隅に蹴ったシュートを止め、クラブ史上初の現行フォーマットでの初の決勝進出に貢献したが、決勝の対アル・アイン戦第2戦で、前半だけで2失点を喫し、更には前半終了間際となる45+10分にペナルティエリア外でDOGSOを取られて一発退場となり、クラブ初のACL優勝を逃した。
2025年は怪我で出遅れ、復帰後も公式戦出場はなかった。2025年7月1日、湘南の正GKの上福元直人がアキレス腱を断裂して戦線離脱したことを背景に、湘南ベルマーレへ完全移籍。

## 所属クラブ
- 2002年 - 2006年 大和田SC
- 2007年 - 2009年 東京ヴェルディジュニアユース（日野市立日野第二中学校）
- 2010年 - 2012年 東京ヴェルディユース（日出高等学校→ウィザス高等学校）
- 2013年 - 2017年  東京ヴェルディ[19]
  - 2014年 - 2015年  Jリーグ・アンダー22選抜
  - 2016年  FC岐阜（期限付き移籍）
  - 2017年  川崎フロンターレ（期限付き移籍）
- 2018年 - 2020年  川崎フロンターレ
  - 2019年  大分トリニータ（期限付き移籍）
  - 2020年   ファジアーノ岡山（期限付き移籍）
- 2021年  大分トリニータ
- 2022年 - 2023年 FC町田ゼルビア
- 2024年 - 2025年6月  横浜F・マリノス
- 2025年7月 -  湘南ベルマーレ

## 個人成績
| 国内大会個人成績 | 国内大会個人成績 | 国内大会個人成績 | 国内大会個人成績 | 国内大会個人成績 | 国内大会個人成績 | 国内大会個人成績 | 国内大会個人成績 | 国内大会個人成績 | 国内大会個人成績 | 国内大会個人成績 | 国内大会個人成績 |
| 年度             | クラブ           | 背番号           | リーグ           | リーグ戦         | リーグ戦         | リーグ杯         | リーグ杯         | オープン杯       | オープン杯       | 期間通算         | 期間通算         |
| 年度             | クラブ           | 背番号           | リーグ           | 出場             | 得点             | 出場             | 得点             | 出場             | 得点             | 出場             | 得点             |
| 日本             | 日本             | 日本             | 日本             | リーグ戦         | リーグ戦         | リーグ杯         | リーグ杯         | 天皇杯           | 天皇杯           | 期間通算         | 期間通算         |
| ---------------- | ---------------- | ---------------- | ---------------- | ---------------- | ---------------- | ---------------- | ---------------- | ---------------- | ---------------- | ---------------- | ---------------- |
| 2013             | 東京V            | 32               | J2               | 0                | 0                | -                | -                | 0                | 0                | 0                | 0                |
| 2014             | 東京V            | 32               | J2               | 1                | 0                | -                | -                | 0                | 0                | 1                | 0                |
| 2015             | 東京V            | 32               | J2               | 0                | 0                | -                | -                | 0                | 0                | 0                | 0                |
| 2016             | 岐阜             | 22               | J2               | 4                | 0                | -                | -                | 1                | 0                | 5                | 0                |
| 2017             | 川崎             | 31               | J1               | 0                | 0                | 0                | 0                | 0                | 0                | 0                | 0                |
| 2018             | 川崎             | 31               | J1               | 0                | 0                | 0                | 0                | 0                | 0                | 0                | 0                |
| 2019             | 大分             | 31               | J1               | 0                | 0                | 4                | 0                | 2                | 0                | 6                | 0                |
| 2020             | 岡山             | 22               | J2               | 40               | 0                | -                | -                | -                | -                | 40               | 0                |
| 2021             | 大分             | 22               | J1               | 14               | 0                | 4                | 0                | 1                | 0                | 19               | 0                |
| 2022             | 町田             | 23               | J2               | 17               | 0                | -                | -                | 0                | 0                | 17               | 0                |
| 2023             | 町田             | 23               | J2               | 31               | 0                | -                | -                | 0                | 0                | 31               | 0                |
| 2024             | 横浜FM           | 1                | J1               | 25               | 0                | 1                | 0                | 1                | 0                | 27               | 0                |
| 2025             | 横浜FM           | 1                | J1               | 0                | 0                | 0                | 0                | 0                | 0                | 0                | 0                |
| 2025             | 湘南             | 1                | J1               |                  |                  |                  |                  |                  |                  |                  |                  |
| 通算             | 日本             | 日本             | J1               | 39               | 0                | 9                | 0                | 4                | 0                | 52               | 0                |
| 通算             | 日本             | 日本             | J2               | 93               | 0                | -                | -                | 1                | 0                | 94               | 0                |
| 総通算           | 総通算           | 総通算           | 総通算           | 132              | 0                | 9                | 0                | 5                | 0                | 146              | 0                |

| 国際大会個人成績 | 国際大会個人成績 | 国際大会個人成績 | 国際大会個人成績 | 国際大会個人成績 |
| 年度             | クラブ           | 背番号           | 出場             | 得点             |
| AFC              | AFC              | AFC              | ACL              | ACL              |
| ---------------- | ---------------- | ---------------- | ---------------- | ---------------- |
| 2017             | 川崎             | 31               | 0                | 0                |
| 2018             | 川崎             | 31               | 0                | 0                |
| 2023-24          | 横浜FM           | 42               | 8                | 0                |
| 通算             | AFC              | AFC              | 8                | 0                |

- Jリーグ初出場 - 2014年8月31日 J2第29節・FC岐阜戦（岐阜メモリアルセンター長良川競技場）

## タイトル
東京ヴェルディユース
- 日本クラブユースサッカー選手権 (U-18)大会（2011年）
- プレミアリーグEAST（2012年）

川崎フロンターレ
- J1リーグ：2回（2017年、2018年）

FC町田ゼルビア
- J2リーグ：1回（2023年）

## 代表歴
- U-19日本代表 
  - SBSカップ 国際ユースサッカー（2012年）
- U-21日本代表
  - AFC U-23選手権（2013年）
  - アジア競技大会（2014年）